# Багате (Дніпровський район)
Багате (до 2016 — Мопрівське) — село в Україні, у Новопокровській селищній територіальній громаді Дніпровського району Дніпропетровської області. Населення — 284 мешканці.

## Географія
Село Багате розташоване за 1,5 км від лівого берега річки Тритузна, нижче за течією примикає село Суданівка. Розташоване за 66 км на південний захід від районного центру Дніпра й за 25 км від залізничної станції Рясна на лінії Апостолове — Нижньодніпровськ-Вузол. По селу протікає висихний струмок з загатою.

## Історія
Багате під назвою Мопрівське засноване у 1925 році переселенцями з різних районів Дніпропетровської області. Назване за російською абревіатурою Міжнародної організації допомоги борцям революції (МОДР).
У Багатому була розміщена центральна садиба колгоспу ім. В. І. Леніна, за яким закріплено 9385 га сільськогосподарських угідь, у тому числі 8423 га орних земель. У господарстві вирощували головним чином зернові культури й виробляють м'ясо-молочну продукцію. Колгосп в 1954, 1956—1958 роках був учасником Всесоюзної сільськогосподарської виставки та нагороджений чотирма медалями Виставки за одержання високих врожаїв озимої пшениці.

## Опис
У селі працювали млин, завод з перероблення соняшнику, маслоцех.
У восьмирічній школі Багатого навчаються 140 учнів і працюють дев'ять вчителів. Є будинок культури з залом на 400 місць, бібліотека, книжковий фонд якої становить 8,1 тис. примірників, фельдшерсько-акушерський пункт, магазин, АТС, поштове відділення, ощадна каса.
У селі споруджено пам'ятник В. І. Леніну. Є пам'ятник радянським воїнам, полеглим в бою за визволення Багатого від німецьких військ.

## Населення

### Мова
Розподіл населення за рідною мовою за даними перепису 2001 року:
| Мова       | Відсоток |
| ---------- | -------- |
| українська | 96,8 %   |
| російська  | 2,1 %    |
| молдовська | 1,1 %    |